# کرکنگ
کرکنگ یا کرکنج (به ترکی آذربایجانی: Kərkənc) یک منطقهٔ مسکونی در جمهوری آذربایجان است که در شهرستان شماخی واقع شده‌است. کرکنگ ۷۳۱ نفر جمعیت دارد.